# Wetheringsett-cum-Brockford
Wetheringsett-cum-Brockford är en civil parish i Mid Suffolk i Suffolk i England. Civil parish har 669 invånare (2011).